# Бабаев, Пётр Акимович
Пётр Аки́мович Баба́ев (1883—1920) — российский революционер азербайджанского происхождения. Принимал участие в трёх российских революциях начала XX века. С 1918 года — в Москве, секретарь Сокольнического райкома РКП(б), председатель райсовета и член МК РКП(б).

## Биография
Родился 10 июня 1883 года в городе Касимов Рязанской губернии в семье азербайджанского революционера Акима Бабаева, который был выслан сюда из Нухинского уезда Елизаветпольской губернии (ныне — Азербайджан) как один из организаторов забастовки рабочих в 1878 году.
В Касимове Аким Бабаев работал на заводе чернорабочим и женился на Любови Григорьевой, от брака с которой родилось 8 детей: Антонина, Пётр, Илья, Дмитрий, Иван, Соня, Георгий и Полина. Согласно Рауфу Рзаеву, усилиями отца Пётр был устроен в Касимовскую гимназию (по другим данным — начальную школу; по ЭСБЕ в Касимове была только прогимназия). Однако тяжелые материальные условия вынудили Акима повезти 13-летнего Петра, проучившегося 4 года, в уезд, где он устраивает сына учеником на небольшой механический завод. В 1901 году, после окончания ученичества, в возрасте 18 лет, в поисках работы путешествует по Поволжью и Северному Кавказу. Работал в качестве чернорабочего, хотя однажды, поступив на пароход кочегаром, был затем назначен помощником машиниста.

### Начало революционной деятельности
В 1903 году умер отец, Аким Бабаев. Через год Петра призвали на военную службу, и он был зачислен матросом на Балтийский флот. В январе 1905 года вступил в ряды РСДРП. Вёл активную пропаганду во флотских экипажах, входил в контакт и устанавливал связи с матросами Санкт-Петербурга и Кронштадта, с солдатами гарнизона. Не раз арестовывался; от пребывания в карцере у него открылся туберкулёз. По состоянию здоровья был переведён в пехоту и отправлен на Русско-японскую войну.
По окончании войны, прослужив ещё два года в составе резервного Перекопского полка, попал в Екатеринослав, где его как хорошего слесаря направляют на службу в полковую мастерскую. Всё это время его служба проходила под надзором полиции.
По окончании военной службы возвращается в Касимов, где женится на Наталье Петровне Кузнецовой.
В декабре 1912 года молодожёны переезжают в Москву, где Пётр устраивается слесарем в Сокольнические мастерские трамвайного парка. Молодая семья поселилась квартирантами в деревянном доме неподалёку в Сокольниках. Активная партийная работа приводит к тому, что за ним возобновляется негласный полицейский надзор.

### Первая мировая война
В 1914 году мобилизован и зачислен рядовым в третью армию. Сражался на германском фронте, награждён Георгиевским крестом.
В начале 1916 года по состоянию здоровья и как высококвалифицированный специалист отозван с фронта и направлен в Санкт-Петербург для работы на военный завод.

### Политическая деятельность
Принимал активное участие в Февральской революции. 10 июня 1917 года подавляющим большинством голосов (2357 из 2848) избран в Заводской комитет Патронного завода. Через несколько дней избран членом Петроградского Совета рабочих и солдатских депутатов, вошёл в военную организацию при Петроградском Совете. В феврале 1918 года комиссар по военным делам РСФСР Н. И. Подвойский направил его на фронт с целью организации отпора перешедшим в наступление немцам. Однако ввиду обострившегося туберкулёза возвращён на Патронный завод, где возглавляет эвакуацию наиболее ценного оборудования из Петрограда в Москву, где возвратился в Сокольнические мастерские. Избран членом и секретарём партийного комитета Сокольнического района, а затем депутатом Сокольнического Совдепа.
В августе-сентябре 1918 года — член Тамбовского губисполкома и губернского комитета РКП(б), затем возглавил Тамбовский горком партии.
После возвращения в Москву — секретарь Сокольнического райкома партии, затем член Московского Комитета партии и членом исполкома Московского Совета.
17 июля 1919 года избран председателем Сокольнического Совета. Занимал этот пост до смерти. Умер от туберкулёза 25 апреля 1920 года. Похоронен в Москве на кладбище Алексеевского монастыря, впоследствии ликвидированном. При этом были уничтожены как усыпальница фабрикантов Абрикосовых, так и могила революционера Бабаева, чье имя стала носить фабрика Абрикосова.

## Память
Имя П. А. Бабаева увековечено в названиях предприятий, улиц и парков. В 1922 году в его честь была названа бывшая кондитерская фабрика Абрикосова в Москве, ныне ОАО «Кондитерский концерн Бабаевский». До 2012 года в городе Шеки был парк культуры и отдыха имени Петра Бабаева, где был установлен его бюст; теперь эти парк и бюст не существуют.
В октябре 2015 года Бабаев попал в опубликованный Украинским институтом национальной памяти «Список лиц, которые подпадают под закон о декоммунизации».